# リプリー 暴かれた贋作
『リプリー 暴かれた贋作』（リプリー あばかれたがんさく、原題: Ripley Under Ground）は、2005年のアメリカ合衆国のサスペンス映画。監督はロジャー・スポティスウッド、出演はバリー・ペッパーとクレア・フォーラニなど。パトリシア・ハイスミスの1970年の小説『贋作』を原作としている。
本国米国では一般公開されず、2005年11月に開催されたAFI映画祭で上映された。
日本では劇場公開されず、2009年8月28日にDVDが発売された。

## ストーリー
ロンドンに住むトム・リプリーは希代の天才詐欺師。
ある日、友人である新進気鋭の画家ダーワットが恋人のシンシアにプロポーズを断られ、運転する車ごと木にぶつかり自殺する。現場を目撃したのはリプリー、シンシア、画商のジェフ、そしてダーワットのライバルでシンシアを愛する売れない画家のバーナードの4人。ジェフによると、ダーワットは確かに注目されている画家だが、今この段階で死なれては絵が売れないという。リプリーの提案で4人はダーワットの死を隠すことにする。
そんなある日、かねてよりダーワットに注目していたアメリカ人バイヤー、マーチソンがやってくる。既に全ての作品が売却済だと告げるジェフに、「次の作品を買う」と強引に小切手を手渡すマーチソン。困ったジェフがリプリーらに相談すると、リプリーは「ダーワットの未完の作品がいくつかあるので、それをバーナードが完成させ、ダーワットの作品として売れば良い」と提案する。反発するバーナードを、シンシアをエサに巧みにそそのかすリプリー。一方、リプリーはふとしたことから知り合ったフランス人留学生エロイーズがフランスの大富豪の1人娘であると知る。
万事がうまく行ったかに見えたが、マーチソンは購入した絵がダーワットの作品でないことを見抜く。ダーワットに会わせろというマーチソンにリプリーはダーワットになりすましてマーチソンと会う。

## キャスト
- トム・リプリー: バリー・ペッパー - 詐欺師。
- ジェフ: アラン・カミング - 画商。
- エロイーズ: ジャシンダ・バレット - フランスからの留学生。
- シンシア: クレア・フォーラニ
- バーナード: イアン・ハート - 売れない画家。
- ダーワット: ダグラス・ヘンシュオール - 新進気鋭の画家。
- アントワーヌ: フランソワ・マルトゥレ（英語版） - エロイーズの父。
- ウェブスター警部: トム・ウィルキンソン
- マーチソン: ウィレム・デフォー - アメリカ人バイヤー。

## 作品の評価
バラエティ誌のロバート・ケーラーは「パトリシア・ハイスミスの最も有名な悪人を嫌味ったらしい方向に押しやろうと努力しているが、『リプリー 暴かれた贋作』はあまりにそわそわしていてはっきりとしないため持続的なトーンに落ち着くことができず、ヒステリックな風刺と洗練されたユーロ・スリラーの間の無人地帯に陥っている。」と評するとともに、過去の映画で描かれたリプリーと比較して、主演のバリー・ペッパーでは「悪魔のように複雑で殺人的な詐欺師を演じきることはできない」と断じている。

## 原作
- パトリシア・ハイスミス『贋作』 上田公子訳、河出文庫、1993年、改版2016年